# Эрнст (маркграф Баден-Дурлаха)
Эрнст Баден-Дурлахский (нем. Ernst von Baden-Durlach, 7 октября 1482, Пфорцхайм, Карлсруэ — 6 февраля 1553[…], Зульцбург) — маркграф Баден-Пфорцхайма в период с 1535 по 1553 годы. Родоначальник «эрнестинской линии» баденского дома, продолжателями которой были великие герцоги Бадена.

## Биография
Эрнст был седьмым сыном маркграфа Кристофа I и Оттилии фон Катценельнбоген, и — как большинство его братьев — был предназначен для духовной карьеры (посвящён в сан в 1496 году). Однако, не будучи готовым отказаться от своей доли наследства, что предполагало духовное служение, он начал военную службу и в 1509 году принял участие в походе императора Максимилиана против Венеции.
Его отец Кристоф I предполагал сделать единственным наследником своего пятого сына Филиппа, считая его наиболее подходящим для государственного управления и желая тем самым предотвратить очередной раздел маркграфства. С этим, однако, не согласились другие его сыновья, прежде всего Эрнст, угрожая в противном случае неповиновением и применением военной силы. Когда 18 июня 1511 года Кристоф потребовал от верхнебаденских земств Рёттельна, Заузенберга и Баденвайлера признать старшинство Филиппа, они, объявив о нежелании участвовать во внутренних спорах правящего дома, отказались это сделать. В 1515 году Кристоф I был вынужден отойти от дел управления и передать власть своим трём сыновьям Филиппу, Эрнсту и Бернхарду: тем самым фактически маркграфство вновь оказалось разделено. Соглашение о (раздельном) регентстве в маркграфстве было оглашено 26 июля 1515 года, и уже 1 августа Эрнст получил статус штатгальтера; с 15 января 1516 года он, от имени своего отца, объявленного в 1518 году недееспособным (с согласия императора), правил частью Верхнего Бадена. Его резиденция находилась изначально в Зульцбурге. После смерти своего отца в 1527 году он правил уже от собственного имени.
В 1530 году Эрнст Баденский принял участие в Аугсбургском рейхстаге, где он (в том числе за своего брата Филиппа) не только получил из рук императора право на управление Баденом, но и где были подтверждены привилегии Баденского дома в целом. В то же время его попытка посредничества между сторонниками Реформации и императором не увенчалась успехом.
В 1532 году маркграфы Эрнст и Филипп приняли участие в турецкой кампании Карла V в Венгрии.
После смерти Филиппа в сентябре 1533 года его братья Эрнст и Бернхард правили сначала совместно. Нараставшие между ними противоречия, однако, привели к формальному разделу маркграфства, причём таким образом, что старший брат (Бернхард) определял границы новых владений, а младший (Эрнст) имел право выбора. Поскольку Эрнст, вопреки ожиданиям, решил в пользу более крупной части наследства с городами Пфорцхайм и Дурлах, детали раздела уточнялись и в последующие годы, окончательно завершившись уже после смерти Бернхарда и лишь при посредничестве курпфальцкого двора в конце 1536 года подписанием так называемого Гейдельбергского договора.
В 1535 году Эрнст перенёс свою резиденцию из Зульцбурга в крупнейший баденский город — Пфорцхайм, вследствие чего в документах стало появляться обозначение «маркграфства Баден пфорцхаймская часть» (нем. Markgrafschaft Baden — Pforzheimer Teil). После того как резиденция при Карле II была перенесена в Дурлах, в употребление вошёл термин «маркграфство Баден-Дурлах».

## Семья
Маркграф Эрнст был трижды женат. В первом браке его женой была Елизавета Бранденбург-Ансбахская, дочь курфюрста Фридриха Бранденбург-Ансбах-Кульмбахского. Из этого брака родились:
1. Альбрехт (1511—1542), участник австрийско-турецкой кампании 1541 года, скончавшийся на обратном пути в Вассербурге
2. Анна (1512—ок. 1579), жена Карла I Гогенцоллерна
3. Амалия (1513—1594), жена Фридриха II фон Лёвенштайна (1528—1569)
4. Мария Якобея (1514—1592), жена Вольфганга II фон Барби (1531—1615)
5. Мария Клеофа (1515—1580), жена Вильгельма фон Зульца (ум. ок. 1566)
6. Елизавета (1516—1568), жена Габриеля фон Саламанка-Ортенбурга (1489—1539); во втором браке — Конрада II фон Кастеля (1519—1577)
7. Бернхард (1517—1553), маркграф Баден-Дурлаха с 1552 года

В 1518 году Эрнст Баден-Дурлахский женился повторно: на Урсуле фон Розенфельд (ум. 1538). Их детьми были:
1. Маргарита (1519—1571), жена Вольфганга II фон Эттингена (1511—1572)
2. Саломея (ум. 1559), жена Владислава фон Хага (1495—1572)
3. Карл (1529—1577), маркграф Баден-Дурлаха с 1552 года

Вследствие того, что этот брак был морганатическим, претензии Карла на марграфский титул не были бесспорными.
В 1544 году Эрнст заключил третий, также морганатический брачный союз с Анной Бомбаст фон Хоэнхайм (ум. 1574).